# Pachylotoma viridis
Pachylotoma viridis är en skalbaggsart som beskrevs av Blanchard 1850. Pachylotoma viridis ingår i släktet Pachylotoma och familjen Melolonthidae. Inga underarter finns listade i Catalogue of Life.